# Pérgamo
Pérgamo (en griego antiguo: τὸ Πέργαμον, romanizado: Pergamon en griego: Πέργαμος, romanizado: Pergamos) fue una ciudad de la antigua Grecia en Misia. Localizada al noroeste de Asia Menor (actual Turquía), a 30 km de la costa del mar Egeo y frente a la isla de Lesbos, en la región llamada Eólida. Sus ruinas rodean a la actual ciudad de Bergama, construida sobre los cimientos de lo que fue la parte baja de Pérgamo. Fue sede de la biblioteca más importante de la antigüedad, después de la de Alejandría, y lugar donde se perfeccionó la técnica de elaboración del pergamino.
En 2014, la Unesco designó «Pérgamo y su paisaje cultural de estratos múltiples» como Patrimonio de la Humanidad.

## Historia
La leyenda dice que la ciudad de Pérgamo fue fundada por Pérgamos, hijo de Neoptólemo y Andrómaca, todos ellos personajes de la guerra de Troya. En el año 560 a. C. la ciudad pertenecía a Creso, rey de Lidia, y tiempo después pasó a depender de Ciro II de Persia. Cuando Alejandro Magno venció a Darío III, rey de los persas, y dominó toda el Asia Menor, puso como gobernadora de Pérgamo a Barsine que era la viuda de un comandante persa de Rodas.
La gran ciudad llegó a ser, está en una ciudadela situada en la parte más alta, donde el general Lisímaco de Tracia guardó sus tesoros. Se cree que acaudaló una gran riqueza, hasta 9000 talentos que junto con otras joyas dejó en aquel lugar al cuidado del gobernador de la zona llamado Filetero (otros autores le llaman Filetaro o Filetairo).

## Los atálidas

### Antecedentes
Filetero era macedonio, hijo de Átalo y Boa. Había servido a las órdenes del general de Alejandro Magno, Antígono I Monóftalmos y más tarde Lisímaco de Tracia le nombró comandante para la zona de Pérgamo y le hizo responsable del erario que se guardaba en la acrópolis. Su mandato como gobernador duró desde el 283 a. C. hasta el 263 a. C., primero a las órdenes de Lisímaco, después a las de Seleuco I de Babilonia y Siria y por último como dirigente independiente. Filetero no fue nombrado nunca rey pero fue el comienzo de una dinastía que terminó en el año 129 a. C. con el rey Eumenes III.
Capital del reino de Pérgamo entre el 281–133 a. C. En el año 281 a. C. tuvo lugar el enfrentamiento entre Lisímaco y Seleuco I Nikátor, en el que perdió la vida Lisímaco. Un poco más tarde, ya en el 280 a. C., Seleuco murió asesinado y le sucedió su hijo Antíoco I Sóter. Este cambio de rey fue aprovechado por Filetero para declarar independiente todo el territorio de Pérgamo, cosa que le fue fácil pues había tenido buen cuidado en apoderarse del tesoro que custodiaba por encargo de Lisímaco. De esta manera Pérgamo y las localidades que dependían de ella dejó de formar parte del reino de los seléucidas.
Pérgamo era ciudad cosmopolita, de encuentro cultural del imperio romano, centro pagano de deidades antiguas, donde se encontraba la silla de Zeus, durante el periodo de la conversión al cristianismo de judíos y gentiles, la prédica de los cristianos minaba las creencias paganas de la sociedad romana, revelando que la veneración a imágenes y a dioses que no eran dioses era abominable ante su Dios y que vendría un Juicio terrible por esto y demás obras malas. El libro del Apocalipsis de la Biblia, menciona a Pérgamo, donde está la iglesia herética que tiene la doctrina de Balaam y la enseñanza de los nicolaitas.

### La dinastía
Durante el gobierno de la dinastía Atálida, Pérgamo se fue convirtiendo en una rica y poderosa potencia. En esta ciudad nació el arte de la jardinería. Sus reyes fueron grandes coleccionistas de arte y buenos bibliógrafos.
A Filetero (que era eunuco y por tanto no tenía hijos) le sucedió su sobrino, adoptado como hijo, Eumenes, que gobernó con el nombre de Eumenes I desde el 263 a. C. hasta el 241 a. C. Eumenes consiguió apoyo y ayuda del rey egipcio contra su rival seléucido Antíoco I. Una gran hazaña de este gobernante fue detener con su ejército de mercenarios la invasión de tribus galas (llamadas en este caso gálatas) que se habían adentrado en Asia Menor. La ciudad de Pérgamo se fue embelleciendo durante su reinado.
Le sucedió Átalo I Sóter (Salvador), que tomó el título de rey y gobernó desde el 241 a. C. hasta el 197 a. C. Átalo luchó de nuevo contra los gálatas que habían vuelto a irrumpir por esa zona y en el año 230 a. C. les aniquiló después de unas cuantas campañas. También luchó y venció al rey seléucida Antíoco III Megas, de manera que llegó a dominar todo el noroeste de Asia Menor. Átalo supo mantener una buena alianza con Roma, que despuntaba ya como pueblo dominador. En su reinado, Pérgamo sobresalió como un gran centro artístico y literario y su biblioteca llegó a ser la más importante del mundo conocido, después de la de Alejandría.
El siguiente rey fue Eumenes II Sóter que reinó desde el 197 a. C. hasta el 159 a. C. En su tiempo se construyó el gran altar de Zeus, obra máxima del arte helénico. Durante el reinado de Eumenes II la gran biblioteca rivalizaba hasta tal punto con la de Alejandría que suscitó la envidia y furia del rey egipcio Ptolomeo V. Este ordenó el encarcelamiento del bibliotecario Aristófanes de Bizancio, que planeaba instalarse en Pérgamo, y un embargo sobre el papiro, que producían los egipcios en régimen de monopolio. A raíz de este embargo en Pérgamo se perfeccionó la antigua técnica oriental de escribir sobre el cuero, de tal manera que el producto resultante se llamó desde entonces pergamino.
Átalo III reinó desde 138 a. C. hasta el 133 a. C. Después de él hubo un rey efímero, Eumenes III, también llamado Aristónico. Átalo III legó por testamento su reino, al pueblo romano. Bajo el control de Roma, Pérgamo se convirtió en la capital de la provincia romana de Asia Menor y en una de las ciudades más importantes de la Antigüedad.

## Periodo romano

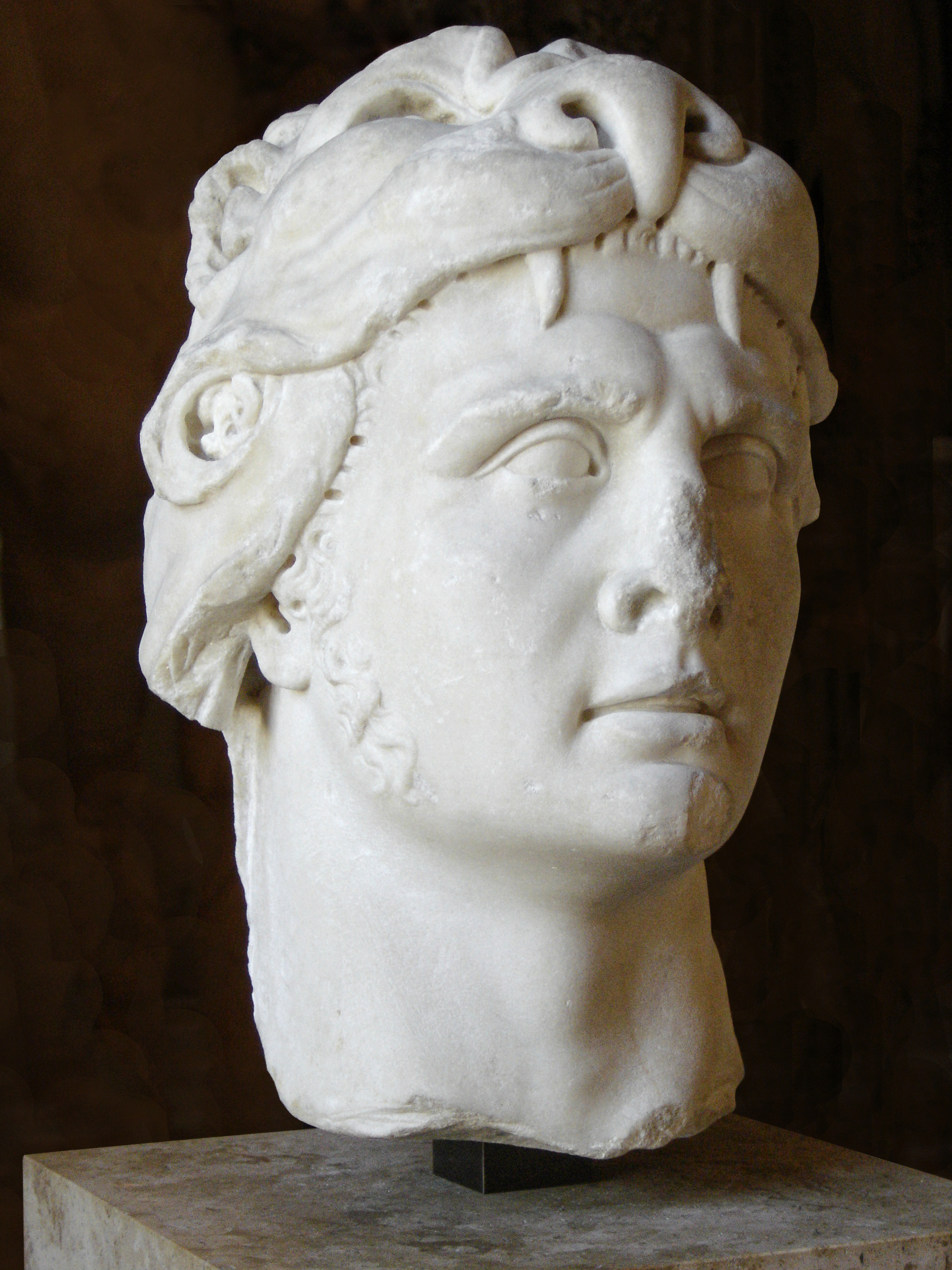
Retrato de Mitrídates en el Museo del Louvre.

En el año 88 a. C., Mitrídates VI hizo de Pérgamo el cuartel general de su primera guerra contra Roma, en la que fue derrotado. Al final de la guerra, los romanos victoriosos privaron a Pérgamo de todos sus beneficios y de su condición de ciudad libre. En adelante, la ciudad debía pagar tributos y alojar y abastecer a las tropas romanas, y los bienes de muchos de sus habitantes fueron confiscados. Los miembros de la aristocracia pergaminense, especialmente Diodoro Pasparus en los años 70 a. C., utilizaron sus propias posesiones para mantener las buenas relaciones con Roma, actuando como donantes para el desarrollo de la ciudad. Numerosas inscripciones honoríficas indican el trabajo de Pasparus y su posición excepcional en Pérgamo en esta época.
Pérgamo seguía siendo una ciudad famosa y los lujos notables de Lúculo incluían mercancías importadas de la ciudad, que seguía siendo la sede de un conventus (asamblea regional). Bajo Augusto, el primer culto imperial, un neocorato, que se estableció en la provincia de Asia fue en Pérgamo. Plinio el Viejo se refiere a la ciudad como la más importante de la provincia y la aristocracia local siguió alcanzando los más altos círculos de poder en el siglo I d. C., como Aulus Julius Quadratus que fue cónsul en el 94 y en el 105.

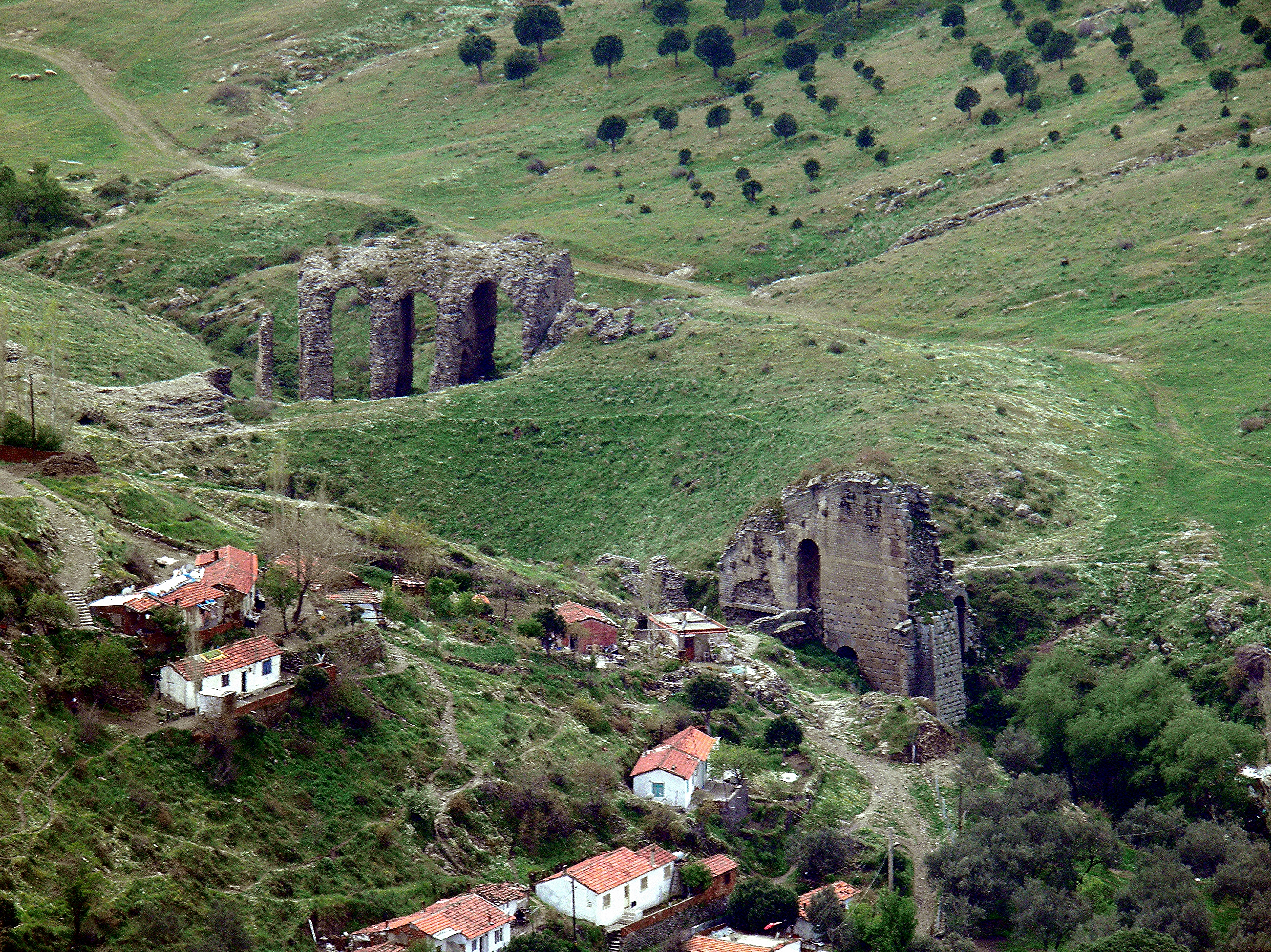
Restos del anfiteatro romano de Pérgamo (vistos desde la Acrópolis).

Sin embargo, sólo bajo Trajano y sus sucesores se llevó a cabo un rediseño y remodelación integral de la ciudad, con la construcción de una "ciudad nueva" romana en la base de la Acrópolis. La ciudad fue la primera de la provincia en recibir un segundo neocorato, de manos de Trajano en el año 113/4 d. C. En el año 123, Adriano elevó la ciudad al rango de metrópolis y, por lo tanto, la elevó por encima de sus rivales locales, Éfeso y Esmirna. Se llevó a cabo un ambicioso programa de construcción: se construyeron enormes templos, un estadio, un teatro, un enorme foro y un anfiteatro. Además, en los límites de la ciudad el santuario de Asclepio (el dios de la curación) se amplió en un fastuoso balneario. Este santuario creció en fama y fue considerado uno de los centros terapéuticos y curativos más famosos del mundo romano. A mediados del siglo II, Pérgamo era una de las mayores ciudades de la provincia, junto con estas dos, y contaba con unos 200 000 habitantes. Galeno, el médico más famoso de la antigüedad aparte de Hipócrates, nació en Pérgamo y recibió su formación inicial en el Asclepeion . A principios del siglo III, Caracalla concedió a la ciudad un tercer neocoronado, pero la decadencia ya se había iniciado. Durante la crisis del siglo III, la fuerza económica de Pérgamo se derrumbó finalmente, ya que la ciudad sufrió graves daños en un terremoto en 262 d. C. y fue saqueada por los godos poco después. En la antigüedad tardía, experimentó una limitada recuperación económica.
En el siglo II Galeno afirmó que la ciudad contaba con 40 000 ciudadanos, cuyas esposas e hijos sumaban otros 120 000 personas. Esto llevó al historiador Thomas Broughton a estimar en 200 000 la población total si se incluían a los esclavos. E igual número para Cícico y Esmirna, porque tradicionalmente se consideraban del mismo tamaño, y ligeramente mayor, 225 000, para Éfeso. Sin embargo, otros autores como J. W. Hanson consideran esas estimaciones como poco fiables y exageradas.

## La ciudad

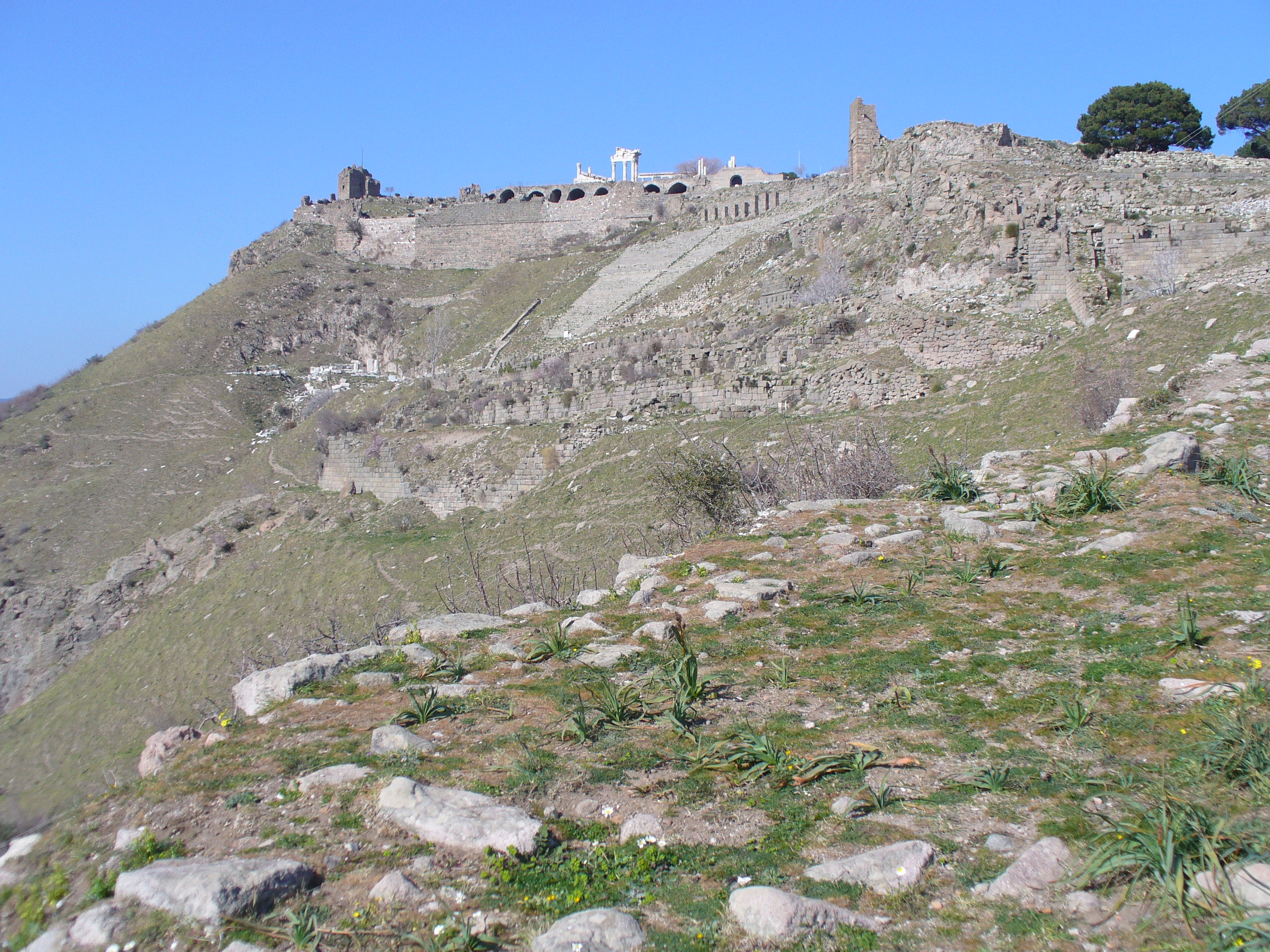
Acrópolis de Pérgamo.

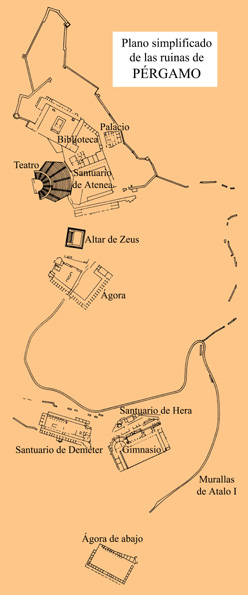
Ruinas de Pérgamo.

La fortaleza estaba construida en la parte más alta, dominando el valle del río Selinus a una altitud de 335 m sobre el nivel del mar. La cima es una especie de plataforma ligeramente inclinada hacia el oeste y que baja hacia el sur a modo de terrazas, cada una de las cuales presenta su independencia funcional y arquitectónica, como adaptación de la arquitectura al terreno; de esa manera las terrazas llegan a ser un elemento más de la construcción. Los arquitectos supieron dar forma a la estructura de las terrazas y consiguieron el cuadro total de cada edificio haciendo uso de los pórticos y las columnas sin miedo de alargarlas en grandes proporciones ni de lanzar una altura de hasta 2 o 3 pisos. Siguieron fórmulas tradicionales pero además incorporaron una novedad en la historia de la arquitectura y del urbanismo griego que es la integración del paisaje en la composición arquitectónica. La idea es totalmente nueva y diferente del sistema de construcción de la ciudad griega anterior a esta época.
Sobre este importante desnivel se fue edificando la ciudad que quedó configurada en tres cotas superpuestas:
- Ciudad baja, hoy enterrada y cubierta por la actual ciudad de Bergama. Destacan los restos de la Basílica Roja y el puente de Pérgamo.
- Ciudad media, que ha conservado las murallas antiguas del tiempo de Átalo I. entre los edificios más notables estaban los gimnasios, construidos en 3 terrazas y el santuario de Deméter, mandado edificar por Filatero.
- Ciudad alta, que es la acrópolis, aquella que guardaba Filatero por orden de Lisímaco. Como tal acrópolis tenía la designación de ciudad religiosa, residencial y militar. Estaba construida en torno al teatro, por detrás del cual se hallaban el santuario de Atenea Nikéforos (la que conduce a la victoria), levantado en tiempos de Filetaro en orden dórico, y la biblioteca. La ciudad de Pérgamo estaba consagrada a Atenea, a imitación de las ciudades griegas importantes. Al norte estaba el palacio real, muy simple, acompañado de un cuartel y un arsenal. Al sur se alzaba el gran altar de Zeus, dominando a su vez el ágora.

En este laberinto de terrazas y terraplenes la calle tiene su lugar; la transformación sufrida respecto a la calle tradicional griega es enorme. Antes era casi siempre un corredor estrecho y carente de ornamentos. Con las nuevas ideas de Pérgamo la calle se hace ancha de hasta 20 m y mucho más larga y, lo mismo que los edificios, se integra ella también no solo con el paisaje sino con las construcciones. De esta manera, las columnatas que rodean las terrazas se repiten y se alargan por las calles principales. Para cortar la monotonía que este sistema pudiera tener se interrumpen alguna vez con puertas, arcos de triunfo, columnas con personajes, etc.
Los reyes atálidos tuvieron la gran ambición de convertir Pérgamo en una ciudad de la categoría de Atenas en tiempos de Pericles y supieron conseguirlo.

### La acrópolis
Se encuentra en la ciudad alta, en la cúspide de la colina. Aquí están las ruinas de algunos de los edificios que hubo en otros tiempos.
- Biblioteca de Pérgamo, que fue famosa, la segunda en importancia después de la gran biblioteca de Alejandría. Llegó a tener hasta 200 000 ejemplares. Está reconstruida por los alemanes.

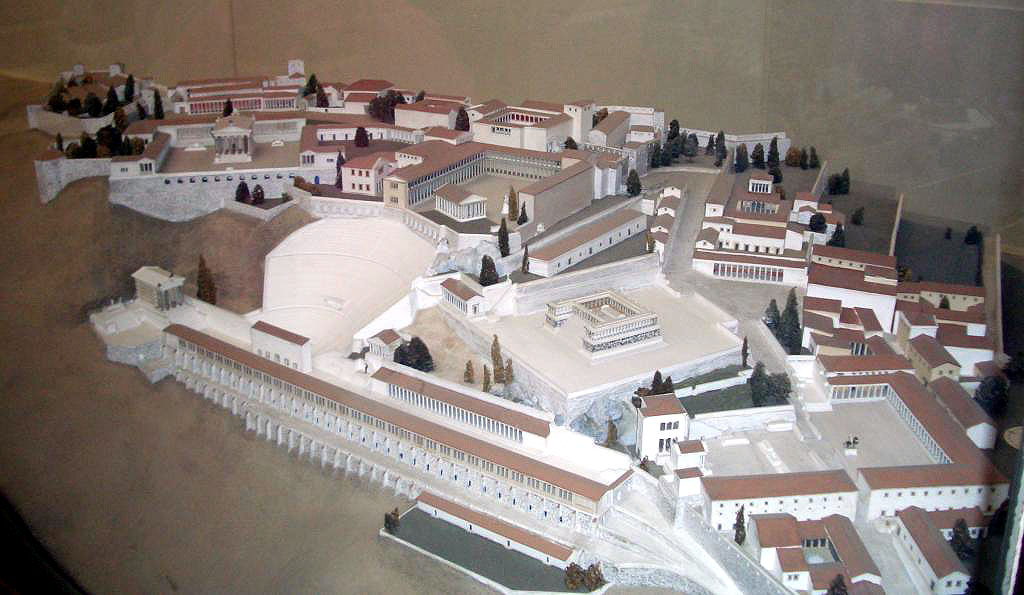
Maqueta de Pérgamo, Staatliche Museen de Berlín.

- Teatro de Pérgamo, con capacidad para 10 000 espectadores. Tiene 69 peldaños que se extienden a lo largo de una inclinación con la altura de 38 m. La parte baja da a una gran terraza que fue en tiempos lejanos un lugar para pasear.
- Altar de Zeus se encontraba localizado originalmente al sur del teatro. Dicho altar, con una superficie aproximada de 36 x 34 metros, fue erigido por Eumenes II, y se caracteriza por sus enormes escalinatas, sólidas columnas y un friso que representa la lucha entre los gigantes y los dioses de la mitología griega. Tras ocho años de excavaciones (1878-1886), un tercio de dicho altar fue enviado por el sultán a Berlín, Alemania, y posteriormente reconstruido en lo que más tarde se convertiría en el Museo de Pérgamo. El gesto fue un reconocimiento a los grandes trabajos de excavación llevados a cabo por arqueólogos alemanes.
- Están también las ruinas que demuestran el emplazamiento de los palacios de Átalo I y Eumenes II.

### El Asclepeion

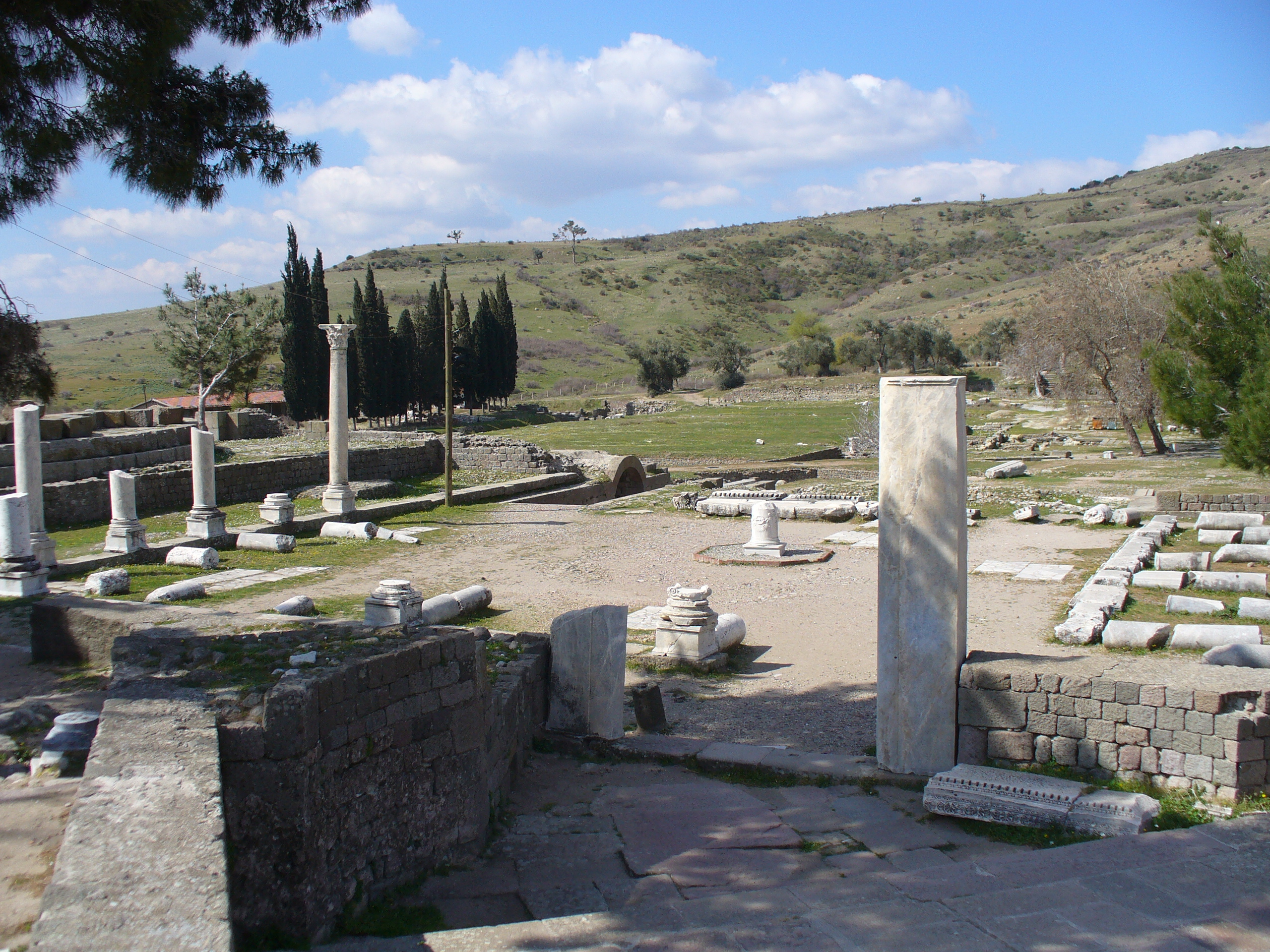
Vista del Asclepeion desde los Propileos.

Las ruinas del Asclepeion de Pérgamo se encuentran a 3,5 km de la ciudad, hacia el oeste.
Este edificio, consagrado al dios de la medicina, fue fundado por el poeta Arquias, en agradecimiento a los cuidados que había recibido en Epidauro (Grecia). En este lugar se reunían los eruditos en medicina. Fue también escuela de médicos. Galeno contribuyó en gran medida al engrandecimiento de este templo. Galeno había nacido en el 131 muy cerca de este lugar; estudió en Alejandría y fue médico de los gladiadores y más tarde del emperador romano Marco Aurelio Antonino, en el 162. Estaba decorado con un bajorrelieve con las serpientes que simbolizan a Asclepios.
Cerca de allí se encontraba el templo al dios de la medicina Telesforo, hijo de Asclepio, lo mismo que Panacea e Higía.

## Historia de la investigación y la excavación

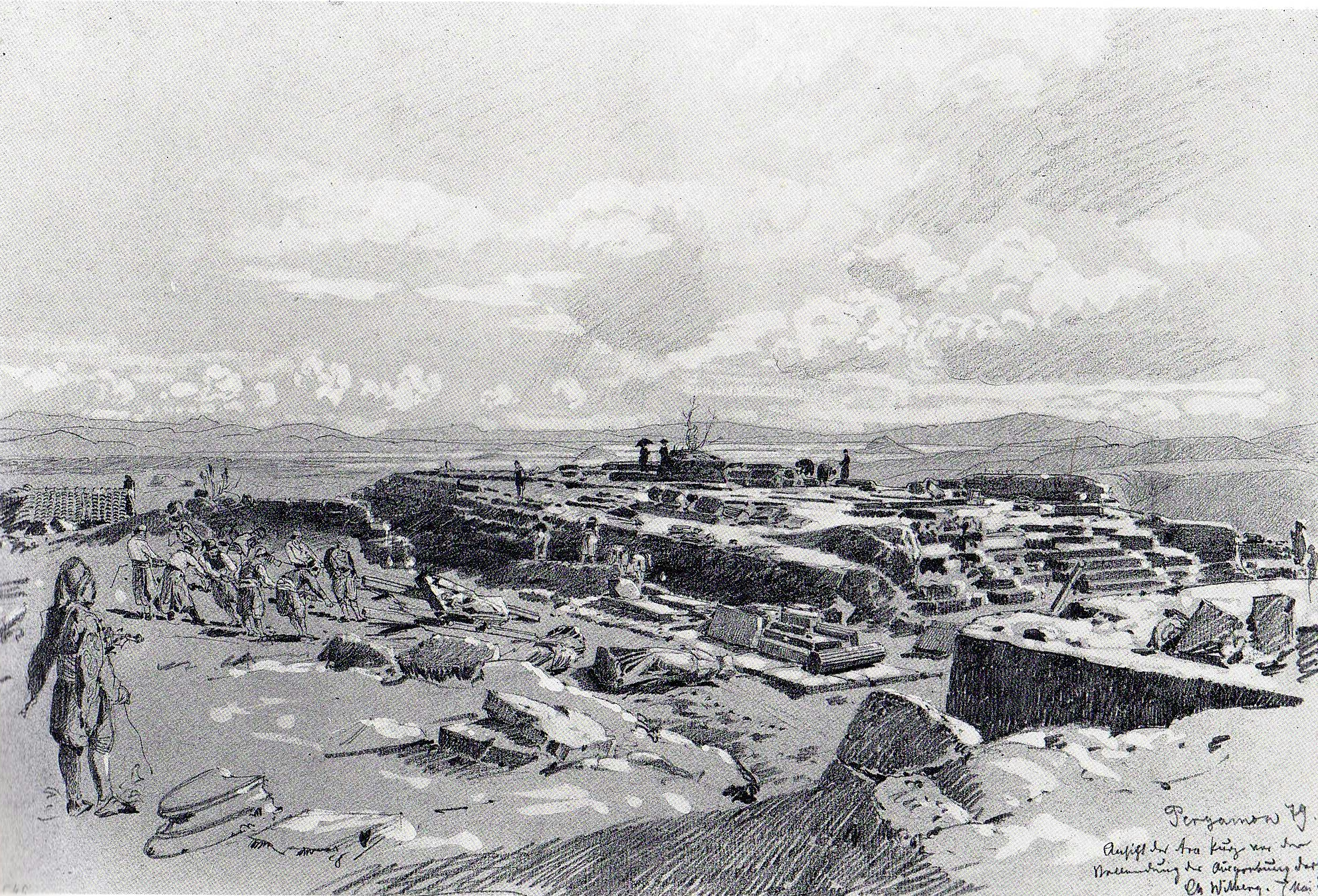
Christian Wilberg: Excavation area of the Pergamon Altar. Boceto de 1879.

La primera mención de Pérgamo en registros escritos posteriores a la antigüedad data del siglo XIII. A partir de Ciriaco de' Pizzicolli en el siglo XV, cada vez más viajeros visitaron el lugar y publicaron sus relatos. La descripción clave es la de Thomas Smith, quien visitó el Levante en 1668 y transmitió una descripción detallada de Pérgamo, a la que los grandes viajeros del siglo XVII, Jacob Spon y George Wheler, no aportaron nada significativo en sus propios relatos.
A finales del siglo XVIII, estas visitas se vieron reforzadas por un afán investigador (especialmente histórico-antiguo), personificado por Marie-Gabriel-Florent-Auguste de Choiseul-Gouffier viajero por Asia Menor y embajador francesa ante la Sublime Puerta en Estambul de 1784 a 1791. A principios del siglo XIX, Charles Robert Cockerell elaboró un relato detallado y Otto Magnus von Stackelberg realizó importantes bocetos. Una descripción adecuada de varias páginas con planos, alzados y vistas de la ciudad y sus ruinas fue realizada por primera vez por Charles Texier cuando publicó el segundo volumen de su  Description de l'Asie mineure.
Entre 1864 y 1865, el ingeniero alemán Carl Humann visitó Pérgamo por primera vez. Para la construcción de la carretera de Pérgamo a Dikili, para la que había realizado trabajos de planificación y estudios topográficos, regresó en 1869 y comenzó a centrarse intensamente en el legado de la ciudad. En 1871, organizó una pequeña expedición bajo la dirección de Ernst Curtius. Como resultado de esta breve pero exhaustiva investigación, se descubrieron dos fragmentos de un gran friso, que fueron transportados a Berlín para su análisis detallado, donde despertaron cierto interés, aunque no mucho. No está claro quién relacionó estos fragmentos con el Gran Altar de Pérgamo mencionado por Lucio Ampelio. Sin embargo, cuando el arqueólogo Alexander Conze asumió la dirección del departamento de escultura antigua de los Museos Reales de Berlín, inició rápidamente un programa para la excavación y protección de los monumentos relacionados con la escultura, entre los que se sospechaba ampliamente que se encontraba el Gran Altar.

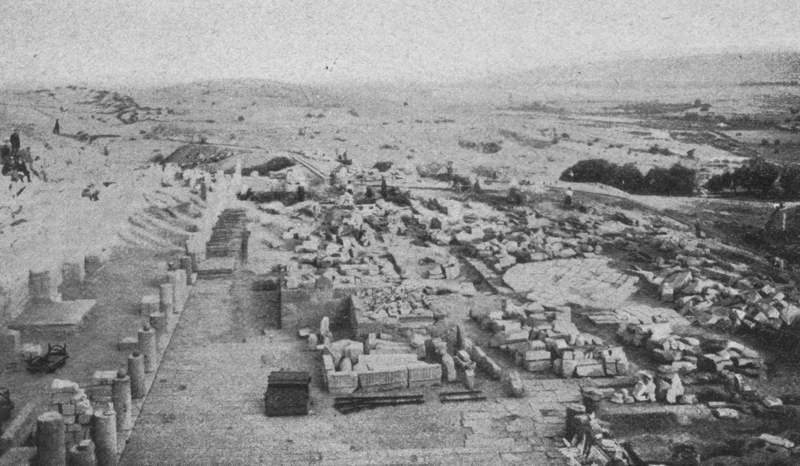
El ágora inferior en 1902, durante las excavaciones

Como resultado de estos esfuerzos, Carl Humann, quien había estado realizando excavaciones a baja altura en Pérgamo durante los años anteriores y había descubierto, por ejemplo, la inscripción del arquitrabe del Templo de Deméter en 1875, recibió el encargo de realizar trabajos en la zona del altar de Zeus en 1878, donde continuó trabajando hasta 1886. Con la aprobación del Imperio otomano, los relieves descubiertos allí fueron transportados a Berlín, donde se inauguró el Museo de Pérgamo en 1907. El trabajo fue continuado por Conze, quien se propuso la exposición e investigación más completa posible de la ciudad histórica y la ciudadela. Le sucedió el historiador de la arquitectura Wilhelm Dörpfeld, de 1900 a 1911, responsable de los descubrimientos más importantes. Bajo su dirección, se descubrieron el Ágora Inferior, la Casa de Átalo, el Gimnasio y el Santuario de Deméter. 
Las excavaciones se interrumpieron por la Primera Guerra Mundial y no se reanudaron hasta 1927 bajo la dirección de Theodor Wiegand, quien permaneció en el cargo hasta 1939. Wiegand se concentró en continuar las excavaciones de la ciudad alta, el Asclepeion y la Basílica Roja. La Segunda Guerra Mundial también provocó una interrupción en las obras de Pérgamo, que se prolongó hasta 1957. De 1957 a 1968, Erich Boehringer trabajó en el Asclepeion en particular, pero también realizó importantes trabajos en la ciudad baja en su conjunto y realizó trabajos de prospección, lo que mejoró el conocimiento del paisaje circundante. En 1971, tras una breve pausa, Wolfgang Radt lo sucedió como líder de las excavaciones y dirigió la investigación sobre los edificios residenciales de Pérgamo, así como sobre cuestiones técnicas, como el sistema de gestión del agua de la ciudad, que en su apogeo albergaba a una población de 200.000 habitantes. También llevó a cabo proyectos de conservación de vital importancia para el mantenimiento de los restos materiales de Pérgamo. Desde 2006, las excavaciones han sido dirigidas por Felix Pirson.
La mayoría de los hallazgos de las excavaciones de Pérgamo, realizadas antes de la Primera Guerra Mundial, se trasladaron al Museo de Pérgamo de Berlín, y una parte menor al Museo Arqueológico de Estambul tras su apertura en 1891. Tras la Primera Guerra Mundial, se inauguró el Museo de Pérgamo, que ha recibido todos los hallazgos descubiertos desde entonces. 
En mayo de 2022, los arqueólogos anunciaron el descubrimiento de un mosaico de 1800 años de antigüedad con motivos geométricos, bien conservado, alrededor de la Basílica Roja.

## Galería

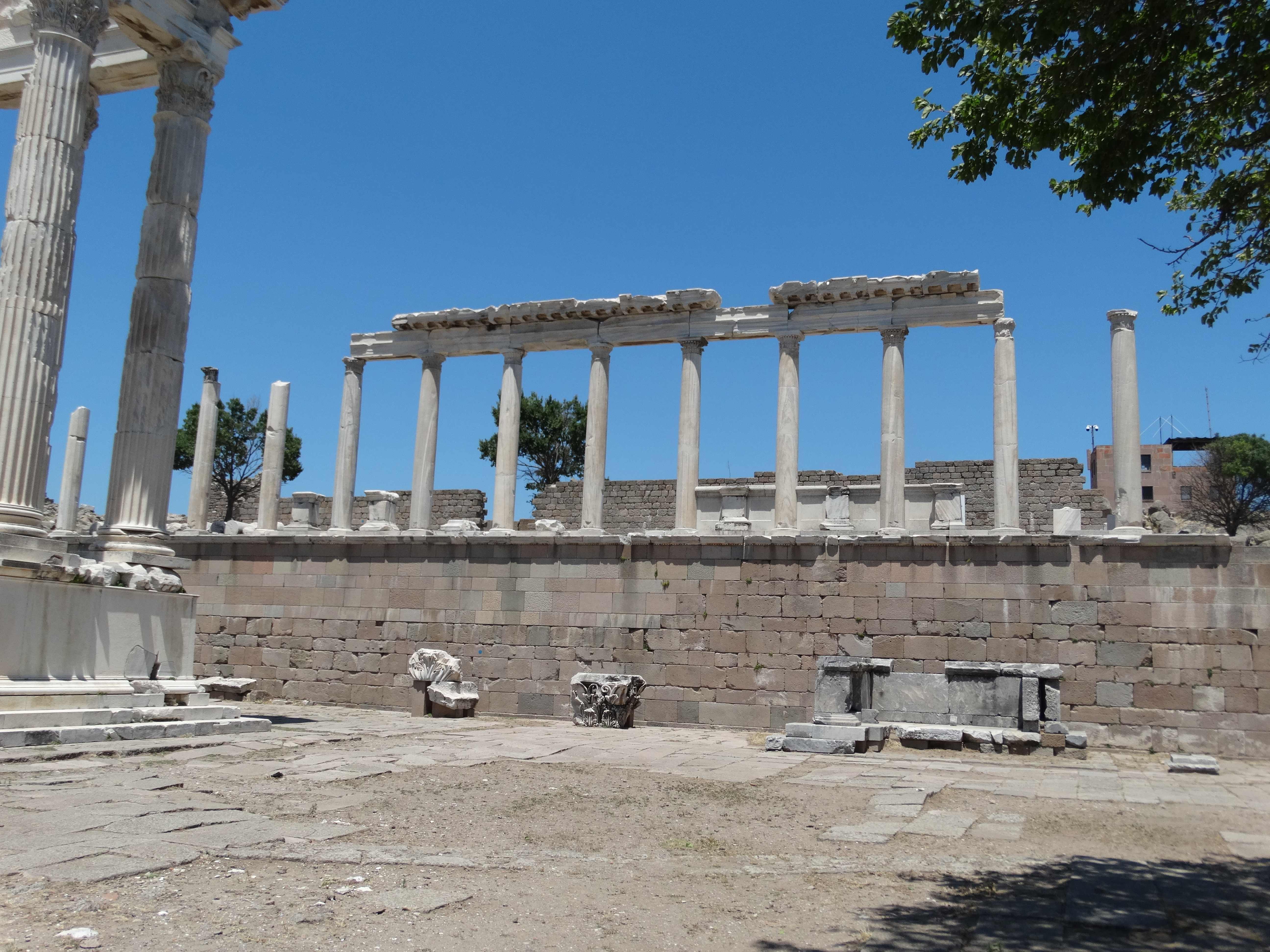
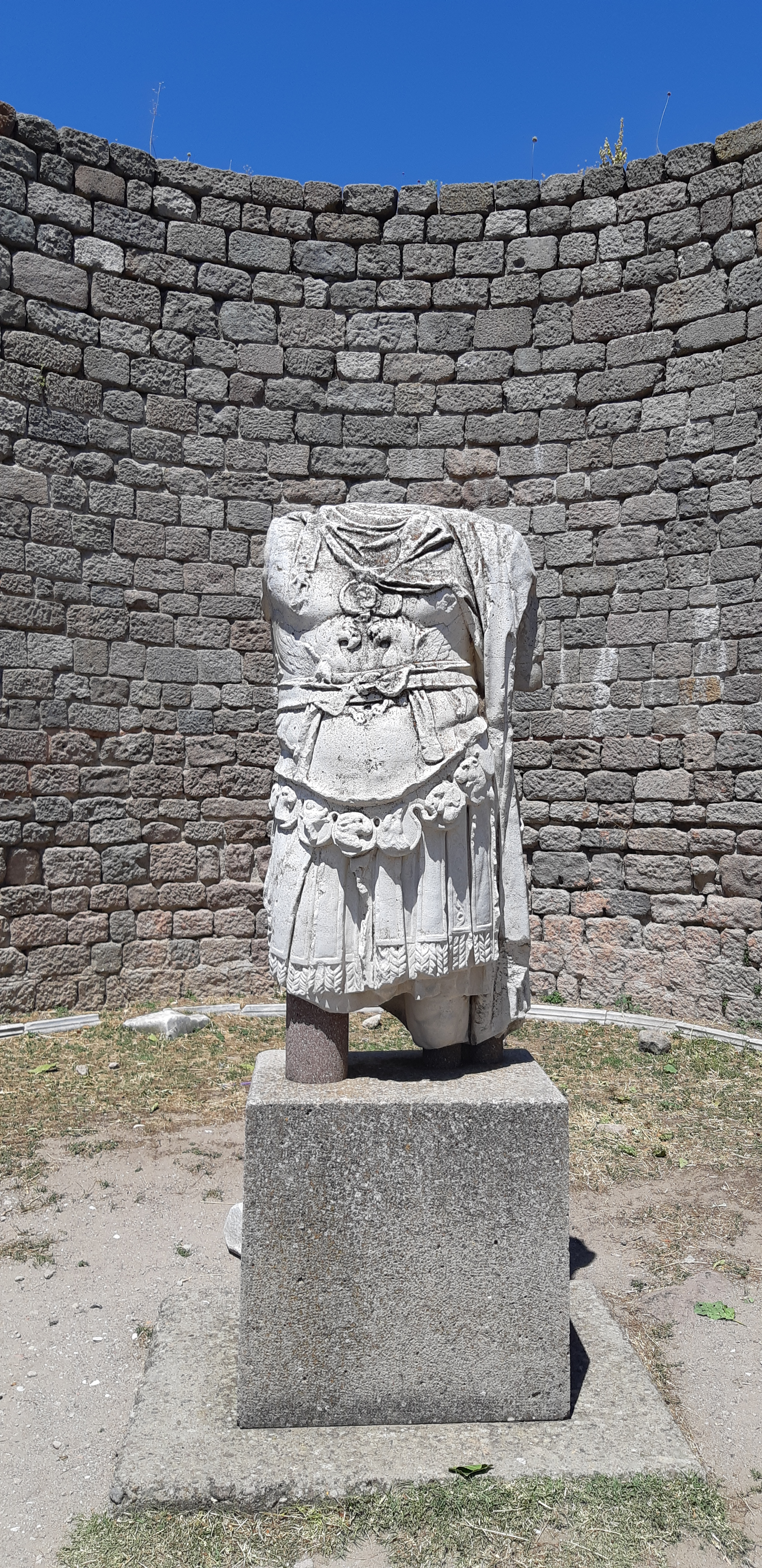
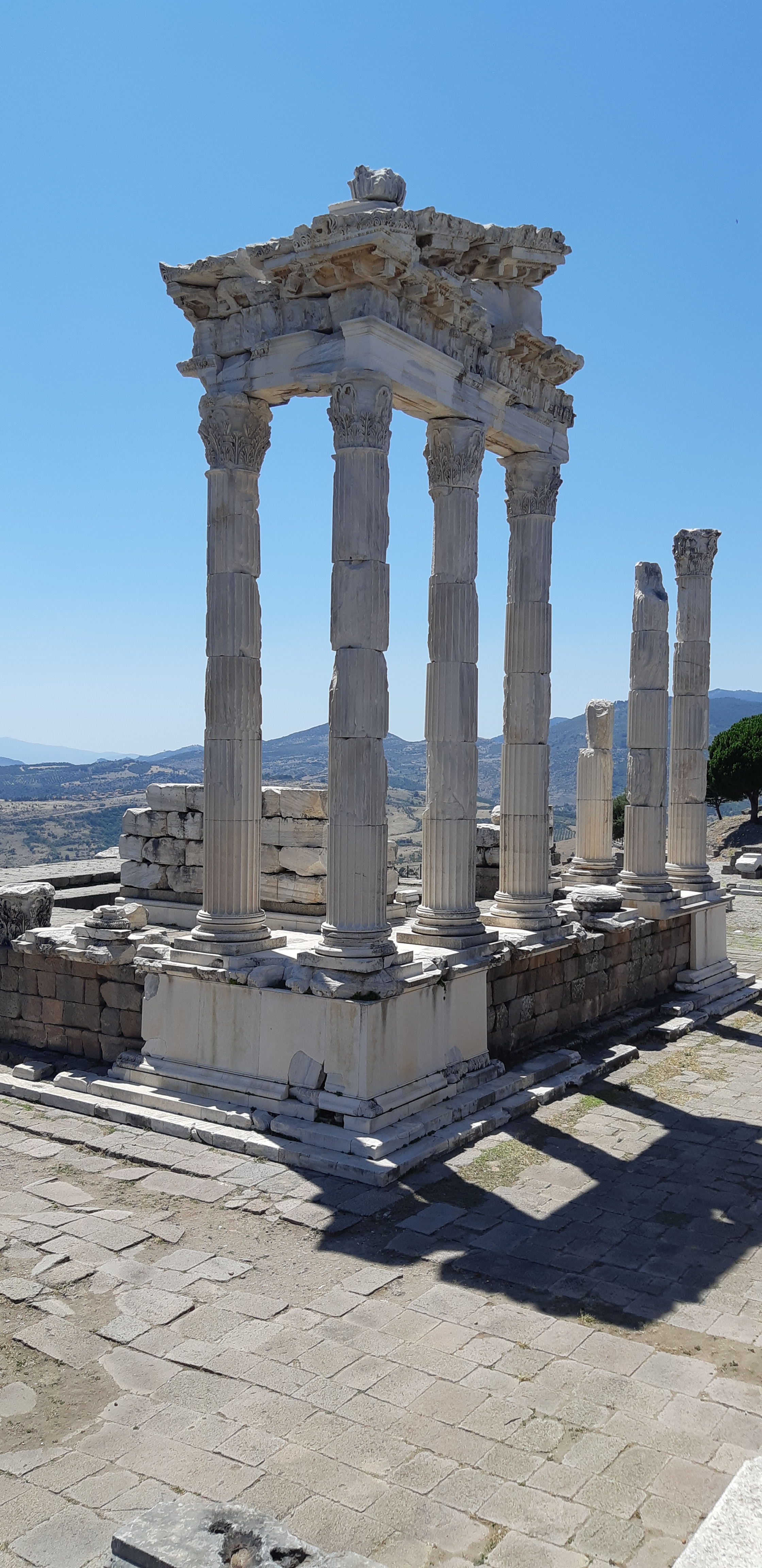
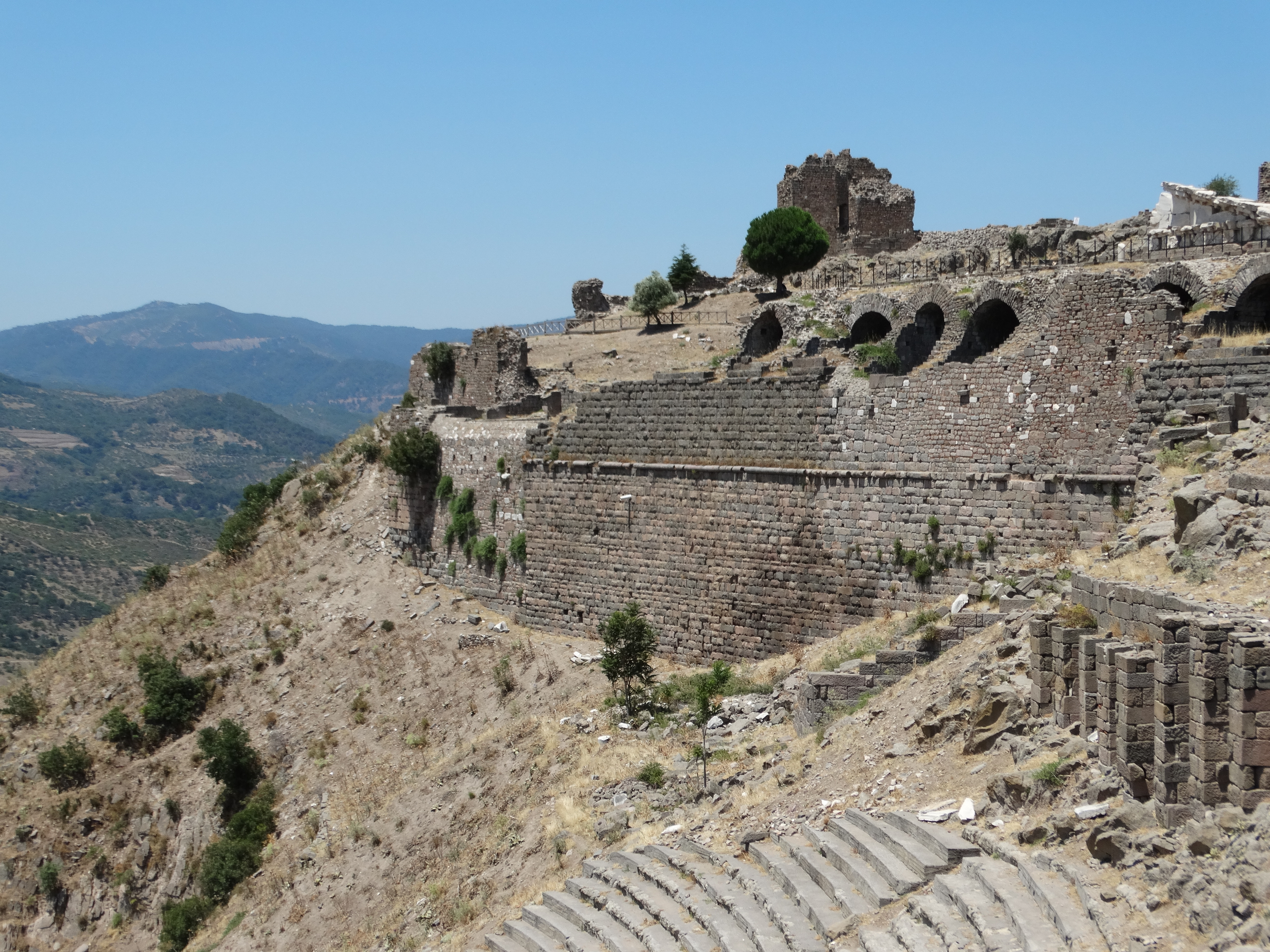
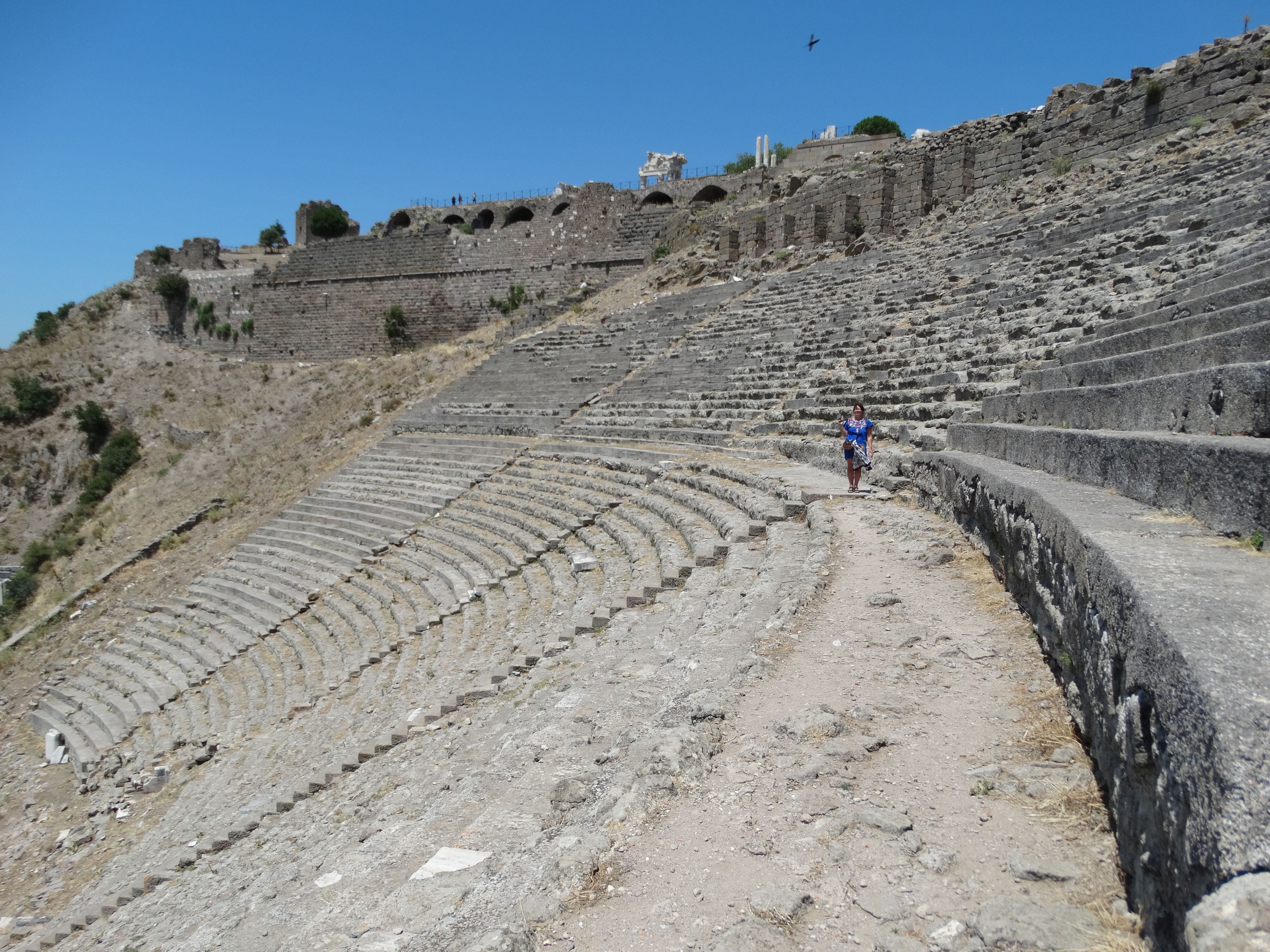
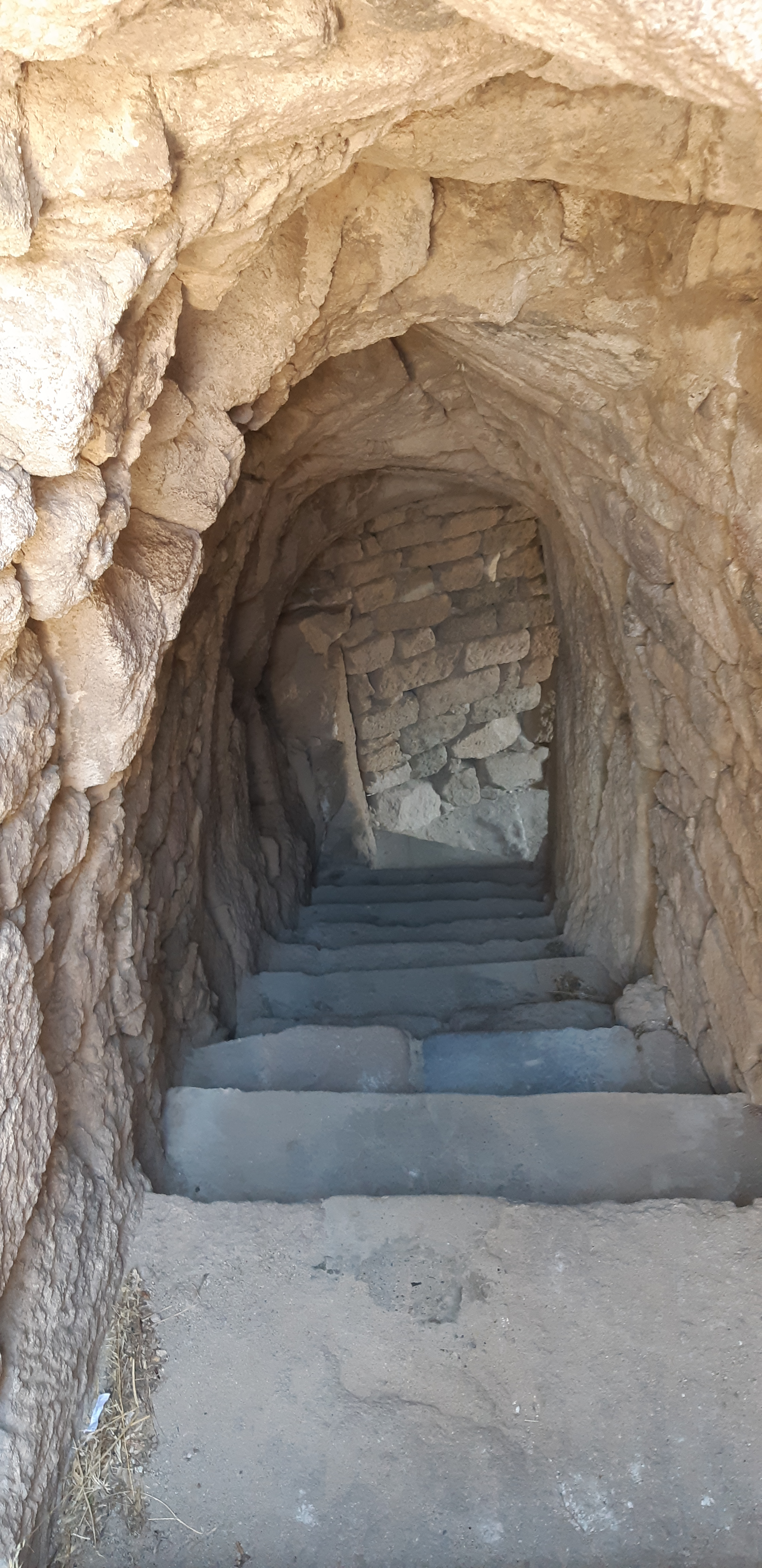
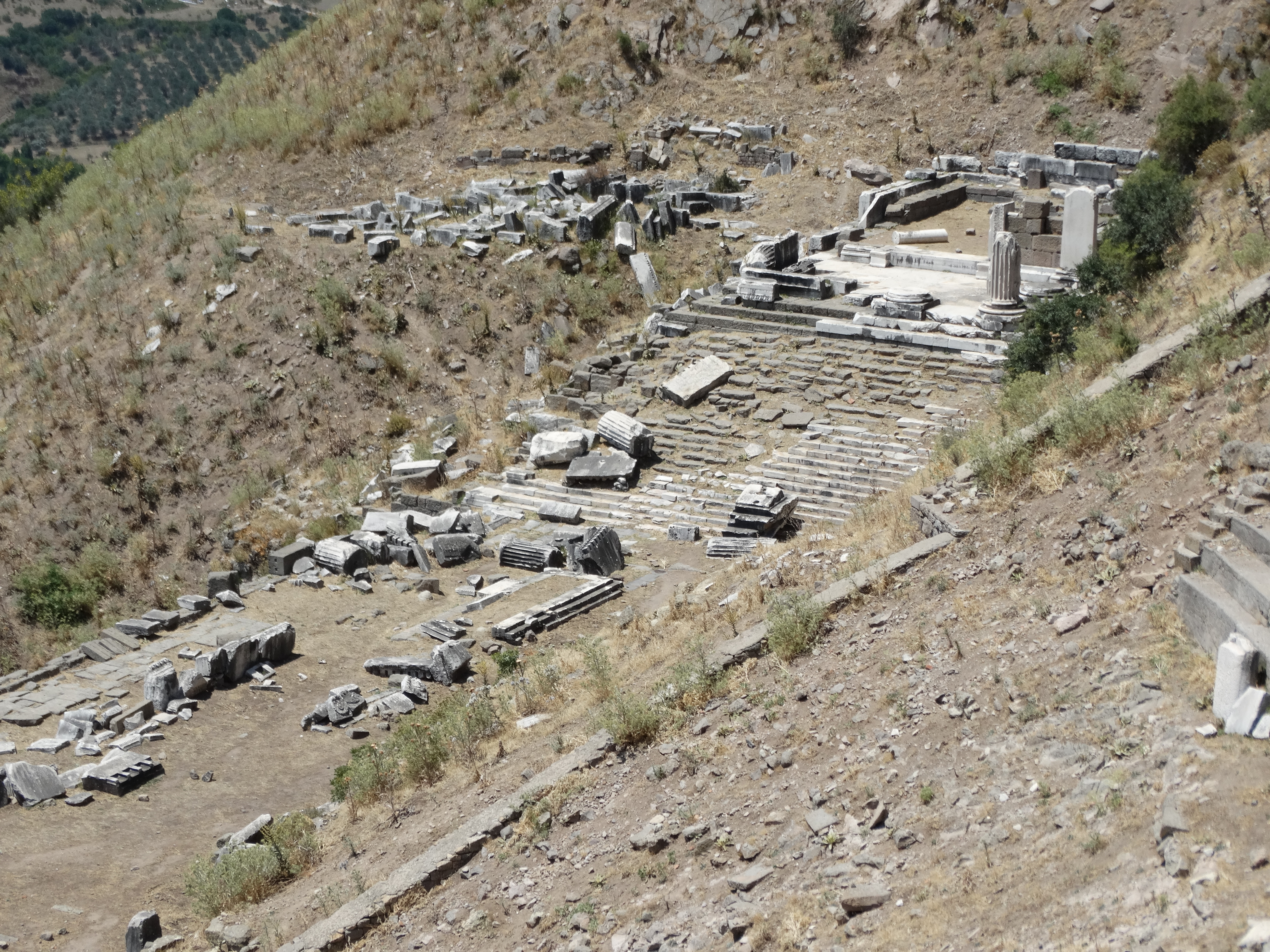
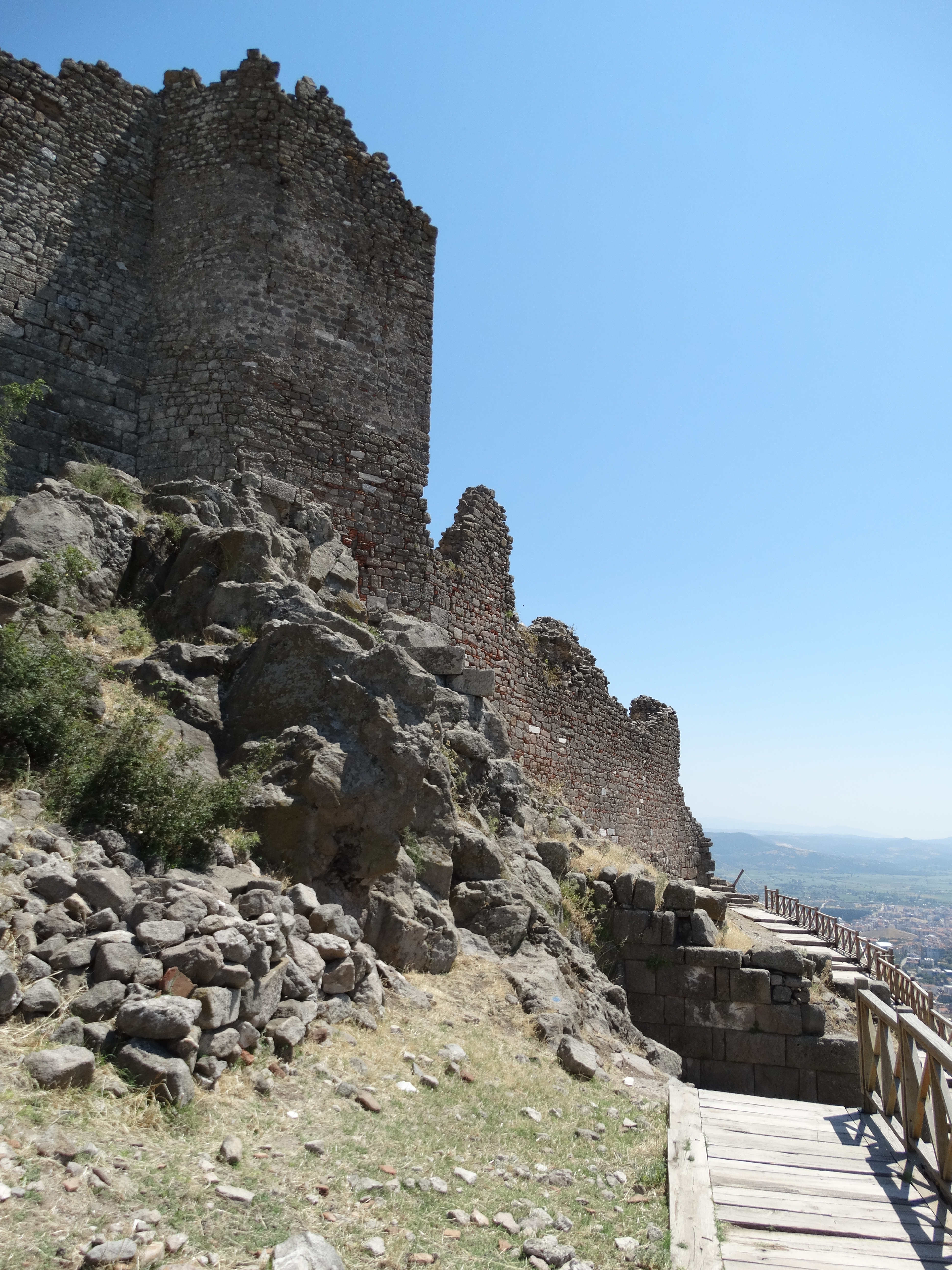
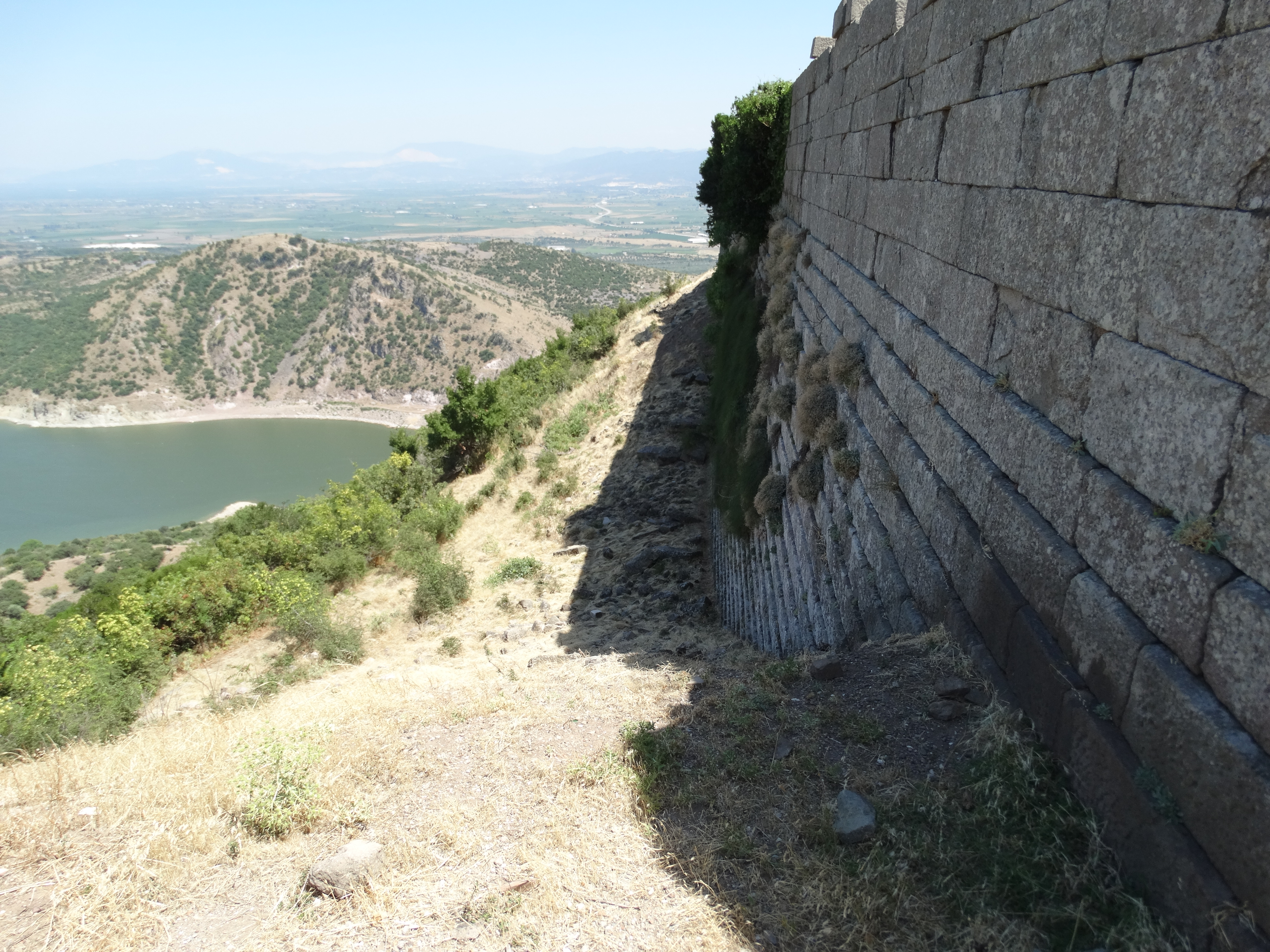

### Primaria
Los libros son citados en números romanos y capítulos y párrafos en números arábigos. Entre paréntesis se usaron los apellidos de los editores o traductores de las ediciones usadas para indicar las páginas. 
- Galeno. De cognoscendis curandisque animi morbis. En Kuhn, Karl Gottlob (1823). Claudii Galeni Opera omnia (en griego, latín) V. Leipzig: K. Knobloch. pp. 1-57.

### Moderna
- Broughton, Thomas Robert Shannon (1938). «Roman Asia Minor».  En Tenney Frank, ed. An Economic Survey of Ancient Rome: Roman Africa, Roman Syria, Roman Greece, Roman Asia (en inglés) IV. Paterson: Pageant Books. pp. 499-916.
- Hanson, J. W. (2011). «The urban system of Roman Asia Minor and wider urban connectivity».  En Alan Bowman; Andrew Wilson, ed. Settlement, Urbanization, and Population (en inglés). Oxford: Oxford University Press. pp. 229-275. ISBN 9780199602353.
- Historia Universal Oriente y Grecia de Ch. Seignobos. Editorial Daniel Jorro, Madrid 1930
- El arte griego hasta la toma de Corinto por los romanos (146 a. C.). Historia general del arte, vol. IV, colección Summa Artis, Autor, José Pijoan. Editorial Espasa Calpe S.A. Bilbao 1932
- Curso de Historia para segunda enseñanza, tomo I, segunda edición. Autor, Pedro Aguado Bleye. Madrid 1935
- Turquía. Tom Brosnaham. Guías Delta Flammarion. Ediciones Grech 1988. ISBN 84-7597-046-X
- Las mujeres de César (novela). Colleen Mc Cullough. Editorial Planeta 2001. ISBN 84-08-04003-0
- Monde grec. Roland Martin. Editorial Office du Livre, 1964. ISBN 2-8264-0124-6